# Mályinka
Mályinka község Borsod-Abaúj-Zemplén vármegyében, a Kazincbarcikai járásban.

## Fekvése
Miskolctól közúton 41 kilométerre nyugatra fekszik.
A környező települések: Bánhorváti (11 km), Dédestapolcsány (4 km), Nagyvisnyó (7 km), Nekézseny (11 km), Tardona (7 km); a legközelebbi városok: Kazincbarcika (kb. 16 km), Bélapátfalva (kb. 21 km) és Ózd (29 km).

### Megközelítése
Csak közúton érhető el, Lillafüred vagy Dédestapolcsány felől, mindkét irányból a 2513-as úton. Külterületeit érinti még a Kazincbarcika-Tardona-Dédestapolcsány közti 25 127-es és a Bánkútra vezető 25 139-es számú mellékút is.

### Mályinka község címere
Háromszögű pajzs, rajta gyökeres hatágú tölgyfa, levelekkel. A fa két oldalán két fejsze, fejük a fa felé fordul. A címer alatt keresztben két málnaág, virágokkal, terméssel. A keresztbe tett málnaágakat elölről négyhajtású szalag fedi, a második és harmadik hajtásnál "MÁLYINKA" felirattal.

## Története
A környék már az őskorban is lakott volt. A település neve vagy a „hegyoldal” jelentésű mál, vagy a málna szóból ered.
A dédesi vár elestével Mályinka is török megszállás alá került.
A reformátusok középkori temploma 1740-ben egy tűzvész során elpusztult. A mai templomot az 1750-es években építették.

## Közélete

### Polgármesterei
- 1990–1994: Mihály József (független)[5]
- 1994–1998: Mihály József (független)[6]
- 1998–2001: Mihály József (független)[7]
- 2001–2002: Mihály Ferenc (független)[8][9]
- 2002–2006: Mihály Ferenc (független)[10]
- 2006–2010: Mihály Ferenc (független)[11]
- 2010–2014: Mihály Ferenc (független)[12]
- 2014–2019: Győrfi Gábor (független)[13]
- 2019–2024: Győrfi Gábor (független)[14]
- 2024– : Győrfi Gábor (független)[1]

A településen 2001. május 6-án időközi polgármester-választást tartottak, mert az előző faluvezetőnek – összeférhetetlenségi okok miatt – megszűnt a polgármesteri tisztsége.

## Népesség
A település népességének változása:
| Lakosok száma | 468  | 450  | 447  | 409  | 457  | 448  | 458  |
|               | 2013 | 2014 | 2015 | 2021 | 2022 | 2023 | 2024 |

A 2001-es népszámlálás adatai szerint a településnek csak magyar lakossága volt.
A 2011-es népszámlálás során a lakosok 96,6%-a magyarnak, 0,4% cigánynak, 0,4% németnek mondta magát (3,4% nem nyilatkozott; a kettős identitások miatt a végösszeg nagyobb lehet 100%-nál). A vallási megoszlás a következő volt: római katolikus 7,5%, református 74,9%, görögkatolikus 1,1%, evangélikus 0,2%, felekezeten kívüli 4,1% (10,9% nem válaszolt).
2022-ben a lakosság 93,2-%-a vallotta magát magyarnak, 2% németnek, 1,8% egyéb, nem hazai nemzetiségűnek (6,8% nem nyilatkozott; a kettős identitások miatt a végösszeg nagyobb lehet 100%-nál). Vallásuk szerint 4,8% volt római katolikus, 54,5% református, 2% görög katolikus, 1,3% egyéb keresztény, 0,4% evangélikus, 7,2% felekezeten kívüli (27,6% nem válaszolt).

## Nevezetességek
- Református templom különálló fa harangtoronnyal
- Bükki Nemzeti Park a közelben
- A településen áthalad az Országos Kéktúra.
- Itt található az Odvas-kői-sziklaüreg.
- Mályinkai kilátó a falu fölött
- Millenniumi Park
- Hősök parkja